# 圖訥河
51°45′21″N 8°39′41″E / 51.75583°N 8.66139°E

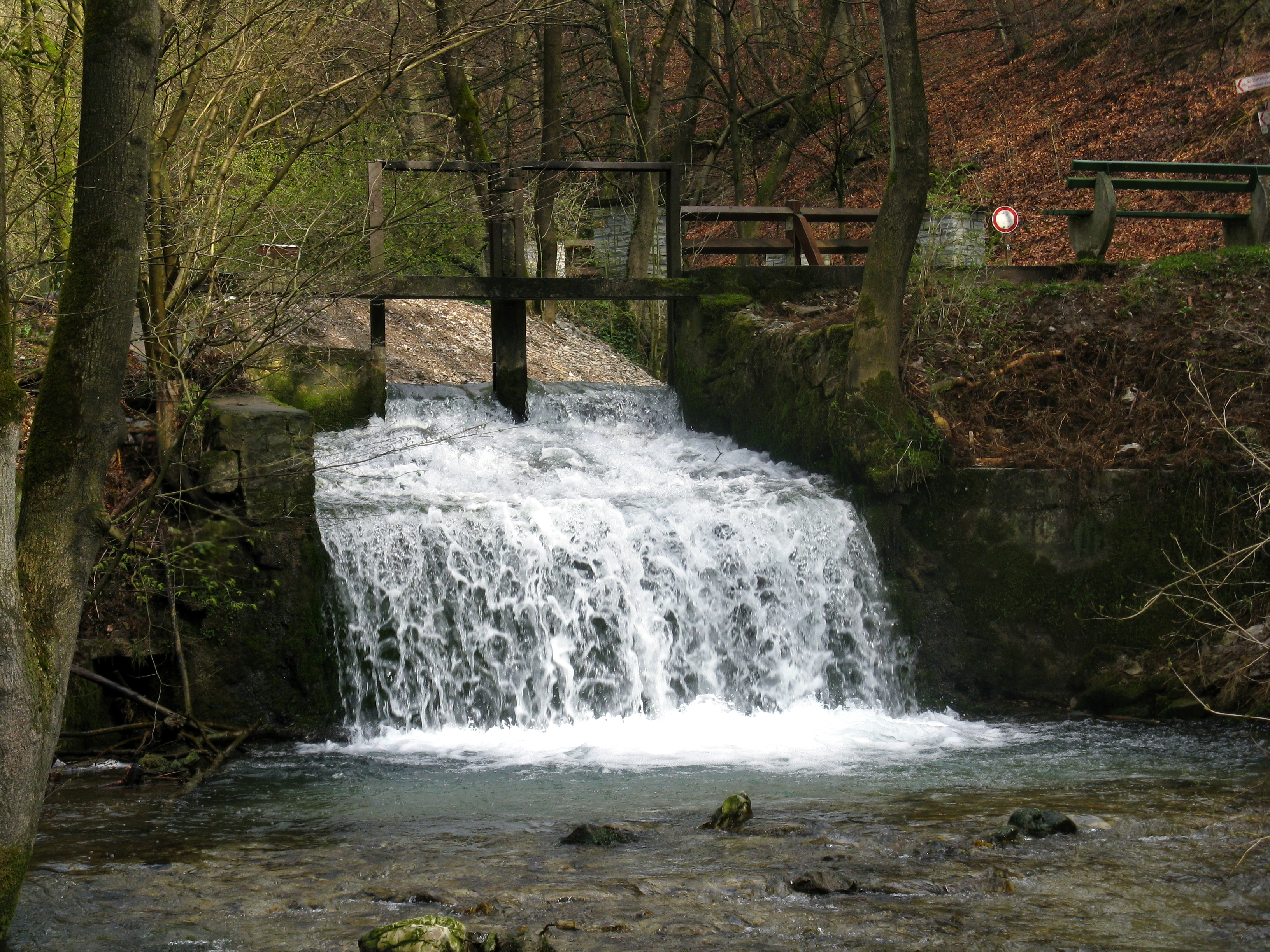

圖訥河（德語：Thune），是德國的河流，位於該國西部，處於北萊茵-威斯特法倫州，該河流屬於利珀河的右支流，河道全長24.5公里，流域面積90.7平方公里。